# Tamim al-Barghouti
Tamim al-Barghouti (en arabe : تميم البرغوثي), né le 13 juin 1977 au Caire, est un poète et militant palestinien. 

## Biographie
Tamim al-Barghouti est né au Caire en 1977 du poète palestinien Mourid al-Barghouti et de la romancière et académicienne égyptienne Radwa Ashour. 
Il a obtenu un baccalauréat en arts en science politique à l'université du Caire en 1999 et s'est ensuite spécialisé en relations internationales à l'université américaine du Caire d'où il sort diplômé en 2001. Il obtient un Ph.D. en science politique à l'université de Boston en 2004. Il devient assistant professeur à l'université américaine du Caire en 2005.
Il est l'auteur de nombreux écrits sur l'identité et l'histoire arabes notamment publiés dans des journaux. On lui doit également plusieurs recueils de poésie dont Ils m'ont dit que tu aimais l'Égypte, publié au Caire en 2005.
Il est assistant professeur invité au Center for Contemporary Arab Studies de l'université de Georgetown